# Periclimenes rapanui
Periclimenes rapanui är en kräftdjursart som beskrevs av Fransen 1987. Periclimenes rapanui ingår i släktet Periclimenes och familjen Palaemonidae. Inga underarter finns listade i Catalogue of Life.